# Birthright: Die Dunkle Allianz
Birthright: Die Dunkle Allianz (engl. Originaltitel: Birthright: The Gorgon’s Alliance) ist ein Genremix aus Computer-Strategiespiel und -Rollenspiel des US-amerikanischen Entwicklerstudios Synergistic Software, veröffentlicht von Sierra Entertainment im Jahr 1997 für DOS und Windows. Es basiert auf dem Fantasy-Rollenspiel-Regelwerk Advanced Dungeons & Dragons von TSR und ist die erste und bislang einzige Computerspielumsetzung der Kampagnenwelt Birthright.

## Handlung
Birthright: Die Dunkle Allianz spielt auf der südwestlichen Region namens Anuire des Kontinents Cerilia in der Kampagnenwelt Aebrynnis. Zu den Merkmalen des Rollenspiel-Szenarios zählt, dass die Spielerfigur Regent eines eigenen Territoriums ist und darin die Herrscheraufgaben übernimmt. Dieses Prinzip übernahm Synergistic auch für das Computerspiel. Der Spieler ist Regent einer Grafschaft des Königreichs Anuire, in der Rolle eines Nachkommen der königlichen Blutlinie und damit potentiellen Thronerben. Sein vordergründiges Ziel ist die Eroberung der Alleinherrschaft im Wettstreit mit den Regenten der 16 anderen Grafschaften. Daneben gibt es eine weitere Erzählebene, die von einer dunklen Bedrohung handelt, „The Gorgon“ genannt, die darauf aus ist, die Mitglieder der königlichen Familie zu töten und die in ihrer Blutlinie vorhandenen göttlichen Kräfte für ihre eigenen finsteren Zwecke zu nutzen.

## Spielprinzip
Zu Beginn wählt der Spieler seine Startprovinz. Das Spielprinzip von Birthright: The Gorgon's Alliance gliedert sich danach hauptsächlich in drei Bereiche: einen politisch-ökonomischen Strategiepart, Echtzeit-Schlachten und einen separat zuschaltbaren Abenteuer-Modus.
Der strategische Teil, die Verwaltung des Herrschaftsbereichs und Planungen des weiteren politischen oder militärischen Vorgehens, wird zumeist vor dem Hintergrund einer Territorialkarte und über Einstellungsmenüs durchgeführt. Wie umfangreich die Verwaltungsmöglichkeiten sind, hängt vom Schwierigkeitsgrad ab. Je höher dieser ist, desto mehr Optionen (sechs, zehn oder 18) stehen zur Auswahl. Der Spieler rekrutiert Armeen aus Infanteristen, Kavallerie und Bogenschützen, die zur Verstärkung von steigerungsfähigen Heldencharakteren (z. B. Zauberer, Schurken, Kämpfer) geführt werden können. Zur Verteidigung baut er Burgen und sammelt die dafür nötigen Gelder über Steuern in seinen Provinzen ein, deren Höhe er in drei Stufen bestimmen kann. Um Krieg führen zu können, muss der Spieler sich zuvor mit diplomatischen Beziehungen beschäftigen, denn erst nach einer Kriegserklärung kann er gegen seine Konkurrenten vorgehen. Alternativ kann er versuchen, Bündnisse zu schließen und sich so gegen feindliche Attacken abzusichern.
Schlachten können wahlweise vom Computer im Hintergrund ausgerechnet oder mit Eingreifen des Spielers auf einem dreidimensional präsentierten Spielfeld in Echtzeit geführt werden. Bei Letzterem darf der Spieler in einer taktischen Vorlaufphase seine Truppenkontingente auf dem Schlachtfeld postieren. Die anschließende Schlacht kann er nur noch indirekt durch Anweisungen wie „angreifen“, „schießen“ oder „Rückzug einleiten“ beeinflussen.
Im Abenteuermodus können bis zu vierköpfige Gruppen von Abenteurern in ebenfalls dreidimensional aus der Egoperspektive präsentierte Dungeons geschickt werden, um diese von feindlichen Kreaturen zu säubern. Im Erkundungsmodus können die Helden vom Spieler direkt gesteuert werden, doch im Kampf erfolgt die Koordination auch hier indirekt über Kommandos wie „verteidigen“ und „attackieren“. Die Belohnung erfolgt in Form von Artefakten und Gold, die Charaktere können außerdem mit erbeuteten Ausrüstungsgegenständen und durch das Sammeln von Erfahrungspunkte ähnlich wie in Rollenspielen allmählich verbessert werden.

## Entwicklung
1995 lief die exklusive AD&D-Lizenz von SSI aus. TSR begann daher, seine Kampagnenwelten nun einzeln zu lizenzieren. Sierra erwarb daraufhin die Rechte für Spiele im Birthright-Szenario. Dieses war 1995 von Richard Baker und Colin McComb entwickelt und im selben Jahr mit einem Origins Award für die beste Rollenspielerweiterung ausgezeichnet worden. Die Verkaufszahlen des Spiels blieben jedoch hinter den Erwartungen zurück, Pläne für eine Erweiterung des Spiels wurden daher aufgegeben.

## Rezeption
Birthright: Die Dunkle Allianz erhielt mittlere bis negative Wertungen.

„Für sich alleine genommen wäre der strategische Wirtschaftsteil gar nicht mal so übel, aber zusammen mit den erschreckend langweiligen 3D-Kerkern, der überkomplizierten Bedienung und den nervigen Nachladezeiten schwankt diese Fehlgeburt zwischen Öd- und Ärgernis.“

„Die Idee, die beiden Spielelemente zu vereinen, ist sicherlich interessant. Nur um einen echten Kassenschlager zu landen, hätte es einiges mehr gebraucht. […] Birthright kann ich nur echten Hardcore-AD&D-Fans empfehlen und selbst denen nur unter Vorbehalt.“

Gemäß Allen Rausch in seiner Retrospektive für das Online-Spielemagazin Gamespy handelte es sich bei dem Spiel um „ein weiteres kühnes Konzept, das durch schlampige Ausführung zu Fall gebracht wurde“, weshalb „die Spieler Birthright: Die Dunkle Allianz zurecht ignorierten, das letztlich verdient im Dunkel der Geschichte verschwand“. Auch nach Matt Barton für Gamasutra blieb dem Spiel letztlich aus „banalen Gründen“ der Erfolg verwehrt:

“Yet again, a promising game was stymied with game-crashing bugs that irritated even the most forgiving players, but the bigger problem is that the game is a ‘jack of all trades, master of none.’ Birthright wasn't content with being a strategy, CRPG, or adventure game--it tried to please fans of each of these genres. The result was a learning curve steeper than Mt. Everest, a fact that eliminated all but the most dedicated gamers right from the start. The so-called ‘adventure mode’ is also rather tacked-on, and isn't well integrated into the gameplay as it should have been.”

„Wieder einmal endete ein vielversprechendes Spiel durch gravierende Programmfehler, die sogar die geduldigsten Spieler erzürnten, in einer Sackgasse; aber das größte Problem war, dass das Spiel zwar ein Alleskönner, aber nirgends meisterhaft genug war. Birthright war weder als Strategie- noch als Rollen- oder Abenteuerspiel zufriedenstellend – es versuchte lediglich die Fans dieser drei Genres anzusprechen. Das Resultat war eine Lernkurve steiler als der Mount Everest, ein Umstand, der mit Ausnahme der passioniertesten Vertreter nahezu alle Spieler von Beginn an vergraulte. Der so genannte ‚Abenteuer-Modus‘ ist zudem aufgepfropft und nicht so gut in das Spielprinzip integriert, wie er sein sollte.“